# Alapnyelv (vernakuláris)
Az alapnyelv (vernakuláris nyelv) a szociolingvisztikában azt a nyelvváltozatot jelenti, amely valamely nyelvközösség legsajátabb, mindennapi kommunikációs eszköze, amelyet a nyelvközösség minden tagja hibátlanul használ. Az alapnyelv a beszélő elsőként elsajátított, a legkisebb figyelemráfordítással, legautomatikusabban beszélt, a leginformálisabb stílusváltozatokkal társuló nyelvváltozata, amely elsődleges közösségünket, alapidentitásunkat is szimbolizálja.
A nyelvészetben az alapnyelv (vernakuláris nyelv) terminust a következő jelentésekben is használják:
1. Egy bizonyos beszélőközösség helyi nyelve. Egyfelől azokat a dialektusokat nevezik így, amelyek nem állami nyelvek (vagy sztenderd nyelvváltozatok). A lingua vernacularis a latinnal (illetve a göröggel és héberrel) szembeállított élő népnyelv megnevezése volt, ami a 16. századtól kezdett terjedni a vulgáris nyelvek kifejezéssel szemben. Ma szokásos értelmében viszont a vernakuláris nyelv kifejezés bármiféle spontán módon formálódó, központilag nem kodifikált, szabályozatlan, beszélt (sőt olykor írásbeliséggel nem is rendelkező) nyelvváltozatra utal.
2. Az alapnyelv olyan nemsztenderd dialektus, amely nem állt sztenderd változatok hatása alatt.
3. Alapnyelvnek nevezik az informális kontextusokkal szorosan összekapcsolódó stílusváltozatokat is.

Az alapnyelveket a szociolingvisztika egyik irányzata, a szekuláris nyelvészet a legfontosabb vizsgálati tárgyának tartja, lévén ezek a legszabályosabbak és legrendszerszerűbbek – mert ezekre vannak a legkisebb hatással más nyelvváltozatok, illetve a nyelvhelyesség eszméje.